# فابین بویر
فابین بویر (انگلیسی: Fabien Boyer؛ زادهٔ ۱۲ آوریل ۱۹۹۱) بازیکن فوتبال اهل فرانسه است.
از باشگاه‌هایی که در آن بازی کرده‌است می‌توان به باشگاه فوتبال کورتریک و باشگاه فوتبال آنژه اشاره کرد.
وی همچنین در تیم ملی فوتبال ماداگاسکار بازی کرده‌است.